# Лявданский, Владимир Константинович
Влади́мир Константи́нович Лявда́нский (20 сентября 1931, Ленинград — 29 мая 2009, там же) — советский и российский шахматист, мастер спорта СССР (1961), международный мастер ИКЧФ (1985).

## Биография
Юрист.
Участник двух чемпионатов СССР.
Серебряный призёр ЦС ДСО «Спартак» 1960 г.
Серебряный призёр командного чемпионата СССР 1969 г. в составе сборной Ленинграда.
Участник 8 чемпионатов Ленинграда. Серебряный призёр чемпионата 1969 г., бронзовый призёр чемпионатов 1962 и 1964 гг.
Много лет был тренером сборных команд города и женских клубных команд, вёл тренерскую работу в обществе «Спартак».
В составе сборной Ленинграда победитель 5-го командного чемпионата СССР по переписке (1975—1978 гг.; 5-я доска, 8 очков из 12).
В составе сборной СССР серебряный призёр 3-го командного чемпионата Европы по заочным шахматам (1988—1994 гг.).
Младший брат — Эдуард Константинович Лявданский (1936—2003), ученый-филолог, с 1977 по 2000 гг. ректор Мурманского ГПИ.

## Примечательная партия
|   | a                                                                                       | b                                                                                       | c                                                                                       | d                                                                                       | e                                                                                       | f                                                                                       | g                                                                                       | h                                                                                       |   |
| - | --------------------------------------------------------------------------------------- | --------------------------------------------------------------------------------------- | --------------------------------------------------------------------------------------- | --------------------------------------------------------------------------------------- | --------------------------------------------------------------------------------------- | --------------------------------------------------------------------------------------- | --------------------------------------------------------------------------------------- | --------------------------------------------------------------------------------------- | - |
| 8 | g8 белый король · f6 чёрный ферзь · d5 белый ферзь · b3 чёрная пешка · a2 чёрный король | g8 белый король · f6 чёрный ферзь · d5 белый ферзь · b3 чёрная пешка · a2 чёрный король | g8 белый король · f6 чёрный ферзь · d5 белый ферзь · b3 чёрная пешка · a2 чёрный король | g8 белый король · f6 чёрный ферзь · d5 белый ферзь · b3 чёрная пешка · a2 чёрный король | g8 белый король · f6 чёрный ферзь · d5 белый ферзь · b3 чёрная пешка · a2 чёрный король | g8 белый король · f6 чёрный ферзь · d5 белый ферзь · b3 чёрная пешка · a2 чёрный король | g8 белый король · f6 чёрный ферзь · d5 белый ферзь · b3 чёрная пешка · a2 чёрный король | g8 белый король · f6 чёрный ферзь · d5 белый ферзь · b3 чёрная пешка · a2 чёрный король | 8 |
| 7 | g8 белый король · f6 чёрный ферзь · d5 белый ферзь · b3 чёрная пешка · a2 чёрный король | g8 белый король · f6 чёрный ферзь · d5 белый ферзь · b3 чёрная пешка · a2 чёрный король | g8 белый король · f6 чёрный ферзь · d5 белый ферзь · b3 чёрная пешка · a2 чёрный король | g8 белый король · f6 чёрный ферзь · d5 белый ферзь · b3 чёрная пешка · a2 чёрный король | g8 белый король · f6 чёрный ферзь · d5 белый ферзь · b3 чёрная пешка · a2 чёрный король | g8 белый король · f6 чёрный ферзь · d5 белый ферзь · b3 чёрная пешка · a2 чёрный король | g8 белый король · f6 чёрный ферзь · d5 белый ферзь · b3 чёрная пешка · a2 чёрный король | g8 белый король · f6 чёрный ферзь · d5 белый ферзь · b3 чёрная пешка · a2 чёрный король | 7 |
| 6 | g8 белый король · f6 чёрный ферзь · d5 белый ферзь · b3 чёрная пешка · a2 чёрный король | g8 белый король · f6 чёрный ферзь · d5 белый ферзь · b3 чёрная пешка · a2 чёрный король | g8 белый король · f6 чёрный ферзь · d5 белый ферзь · b3 чёрная пешка · a2 чёрный король | g8 белый король · f6 чёрный ферзь · d5 белый ферзь · b3 чёрная пешка · a2 чёрный король | g8 белый король · f6 чёрный ферзь · d5 белый ферзь · b3 чёрная пешка · a2 чёрный король | g8 белый король · f6 чёрный ферзь · d5 белый ферзь · b3 чёрная пешка · a2 чёрный король | g8 белый король · f6 чёрный ферзь · d5 белый ферзь · b3 чёрная пешка · a2 чёрный король | g8 белый король · f6 чёрный ферзь · d5 белый ферзь · b3 чёрная пешка · a2 чёрный король | 6 |
| 5 | g8 белый король · f6 чёрный ферзь · d5 белый ферзь · b3 чёрная пешка · a2 чёрный король | g8 белый король · f6 чёрный ферзь · d5 белый ферзь · b3 чёрная пешка · a2 чёрный король | g8 белый король · f6 чёрный ферзь · d5 белый ферзь · b3 чёрная пешка · a2 чёрный король | g8 белый король · f6 чёрный ферзь · d5 белый ферзь · b3 чёрная пешка · a2 чёрный король | g8 белый король · f6 чёрный ферзь · d5 белый ферзь · b3 чёрная пешка · a2 чёрный король | g8 белый король · f6 чёрный ферзь · d5 белый ферзь · b3 чёрная пешка · a2 чёрный король | g8 белый король · f6 чёрный ферзь · d5 белый ферзь · b3 чёрная пешка · a2 чёрный король | g8 белый король · f6 чёрный ферзь · d5 белый ферзь · b3 чёрная пешка · a2 чёрный король | 5 |
| 4 | g8 белый король · f6 чёрный ферзь · d5 белый ферзь · b3 чёрная пешка · a2 чёрный король | g8 белый король · f6 чёрный ферзь · d5 белый ферзь · b3 чёрная пешка · a2 чёрный король | g8 белый король · f6 чёрный ферзь · d5 белый ферзь · b3 чёрная пешка · a2 чёрный король | g8 белый король · f6 чёрный ферзь · d5 белый ферзь · b3 чёрная пешка · a2 чёрный король | g8 белый король · f6 чёрный ферзь · d5 белый ферзь · b3 чёрная пешка · a2 чёрный король | g8 белый король · f6 чёрный ферзь · d5 белый ферзь · b3 чёрная пешка · a2 чёрный король | g8 белый король · f6 чёрный ферзь · d5 белый ферзь · b3 чёрная пешка · a2 чёрный король | g8 белый король · f6 чёрный ферзь · d5 белый ферзь · b3 чёрная пешка · a2 чёрный король | 4 |
| 3 | g8 белый король · f6 чёрный ферзь · d5 белый ферзь · b3 чёрная пешка · a2 чёрный король | g8 белый король · f6 чёрный ферзь · d5 белый ферзь · b3 чёрная пешка · a2 чёрный король | g8 белый король · f6 чёрный ферзь · d5 белый ферзь · b3 чёрная пешка · a2 чёрный король | g8 белый король · f6 чёрный ферзь · d5 белый ферзь · b3 чёрная пешка · a2 чёрный король | g8 белый король · f6 чёрный ферзь · d5 белый ферзь · b3 чёрная пешка · a2 чёрный король | g8 белый король · f6 чёрный ферзь · d5 белый ферзь · b3 чёрная пешка · a2 чёрный король | g8 белый король · f6 чёрный ферзь · d5 белый ферзь · b3 чёрная пешка · a2 чёрный король | g8 белый король · f6 чёрный ферзь · d5 белый ферзь · b3 чёрная пешка · a2 чёрный король | 3 |
| 2 | g8 белый король · f6 чёрный ферзь · d5 белый ферзь · b3 чёрная пешка · a2 чёрный король | g8 белый король · f6 чёрный ферзь · d5 белый ферзь · b3 чёрная пешка · a2 чёрный король | g8 белый король · f6 чёрный ферзь · d5 белый ферзь · b3 чёрная пешка · a2 чёрный король | g8 белый король · f6 чёрный ферзь · d5 белый ферзь · b3 чёрная пешка · a2 чёрный король | g8 белый король · f6 чёрный ферзь · d5 белый ферзь · b3 чёрная пешка · a2 чёрный король | g8 белый король · f6 чёрный ферзь · d5 белый ферзь · b3 чёрная пешка · a2 чёрный король | g8 белый король · f6 чёрный ферзь · d5 белый ферзь · b3 чёрная пешка · a2 чёрный король | g8 белый король · f6 чёрный ферзь · d5 белый ферзь · b3 чёрная пешка · a2 чёрный король | 2 |
| 1 | g8 белый король · f6 чёрный ферзь · d5 белый ферзь · b3 чёрная пешка · a2 чёрный король | g8 белый король · f6 чёрный ферзь · d5 белый ферзь · b3 чёрная пешка · a2 чёрный король | g8 белый король · f6 чёрный ферзь · d5 белый ферзь · b3 чёрная пешка · a2 чёрный король | g8 белый король · f6 чёрный ферзь · d5 белый ферзь · b3 чёрная пешка · a2 чёрный король | g8 белый король · f6 чёрный ферзь · d5 белый ферзь · b3 чёрная пешка · a2 чёрный король | g8 белый король · f6 чёрный ферзь · d5 белый ферзь · b3 чёрная пешка · a2 чёрный король | g8 белый король · f6 чёрный ферзь · d5 белый ферзь · b3 чёрная пешка · a2 чёрный король | g8 белый король · f6 чёрный ферзь · d5 белый ферзь · b3 чёрная пешка · a2 чёрный король | 1 |
|   | a                                                                                       | b                                                                                       | c                                                                                       | d                                                                                       | e                                                                                       | f                                                                                       | g                                                                                       | h                                                                                       |   |

В матче Москва — Ленинград 1968 г. Лявданский играл на 10-й доске против А. А. Воловича. Партия 2-го тура не была завершена даже после доигрывания. Она была вторично отложена в позиции, изображенной на диаграмме. У игравшего черными Лявданского лишняя пешка в ферзевом эндшпиле. Выигрыш в аналогичном эндшпиле при пешке на предпоследней линии был доказан на основании партий М. М. Ботвинника с Г. И. Равинским (13-й чемпионат СССР, Москва, 1944 г.) и Н. Миневым (XI Олимпиада, Амстердам, 1954 г.). Основная трудность оценки позиции состояла в решении вопроса, можно ли продвинуть пешку на предпоследнюю горизонталь. Сборная Ленинграда категорически отказалась от ничьей, поскольку в случае победы ленинграды с минимальным перевесом одерживали победу в матче. Вопрос о присуждении партии также не был решен. Главный арбитр матча Л. А. Полугаевский вообще настаивал на продолжении доигрывания. Однако ленинградская команда должна была возвращаться домой, в связи с чем анализ позиции был поручен Ю. Л. Авербаху. Позже появился анализ Г. М. Лисицына, который доказывал выигрыш черных. Ещё через год важное уточнение внес Н. А. Новотельнов, нашедший план, приводящий к ничьей, а ещё год спустя В. З. Файбисович опроверг уже анализ Новотельнова. Ю. Л. Авербах нашёл уточнение в исходном анализе Лисицына, приводящее к ничьей. Таким образом, в результате длительной дискуссии было доказано, что у черных в финальной позиции не было выигрыша.

## Спортивные результаты
| Год                       | Город                                                        | Соревнование                                                 | + | −  | =  | Результат | Место               |
| ------------------------- | ------------------------------------------------------------ | ------------------------------------------------------------ | - | -- | -- | --------- | ------------------- |
| 1954                      | Горький                                                      | Полуфинал 22-го чемпионата СССР                              | 4 | 12 | 4  | 6 из 20   | 20                  |
| 1960                      | Владимир                                                     | Первенство ЦС ДСО «Спартак»                                  |   |    |    | 7 из 10   | 2—3                 |
| 1961                      | Ленинград                                                    | Чемпионат Ленинграда                                         | 6 | 5  | 7  | 9½ из 18  | 7—10                |
| 1962                      | Ленинград                                                    | Чемпионат Ленинграда                                         | 5 | 3  | 5  | 7½ из 13  | 3—5                 |
|                           | Ленинград                                                    | Матч Ленинград — Москва (против Я. Б. Эстрина)               | 1 |    |    |           |                     |
| 1964                      | Ленинград                                                    | Чемпионат Ленинграда                                         |   |    |    |           | 3—4                 |
|                           | Москва                                                       | Первенство ЦС ДСО «Спартак»                                  |   |    |    |           |                     |
| 1964 / 1965               | Киев                                                         | 32-й чемпионат СССР                                          | 1 | 9  | 9  | 5½ из 19  | 19—20               |
| 1965                      | Таллин                                                       | 33-й чемпионат СССР                                          | 2 | 5  | 12 | 8 из 19   | 14—17               |
| 1968                      | Ленинград                                                    | Чемпионат Ленинграда                                         | 5 | 5  | 7  | 8½ из 17  | 9—10                |
|                           | Москва                                                       | Матч Москва — Ленинград (10-я доска, против А. А. Воловича)  |   |    | 1  |           |                     |
| 1969                      | Ленинград                                                    | Чемпионат Ленинграда                                         | 4 | 1  | 11 | 9½ из 16  | 2—5                 |
|                           | Грозный                                                      | Командное первенство СССР (сборная Ленинграда, запасной)     |   |    |    |           | Команда — 2-е место |
| 1973                      | Алма-Ата                                                     | Чемпионат Казахской ССР (вне конкурса)                       |   |    |    |           | 1                   |
| 1978                      | Ленинград                                                    | Чемпионат Ленинграда                                         |   |    |    |           | [ 23 ]              |
| 1997                      | Воронеж                                                      | Мемориал В. П. Загоровского                                  | 4 | 2  | 5  | 6½ из 11  | 4—5                 |
| СОРЕВНОВАНИЯ ПО ПЕРЕПИСКЕ |                                                              |                                                              |   |    |    |           |                     |
| 1975—1978                 | 5-й командный чемпионат СССР (сборная Ленинграда, 5-я доска) | 5-й командный чемпионат СССР (сборная Ленинграда, 5-я доска) |   |    |    | 8 из 12   | Команда — чемпион   |
| 1988—1994                 | 3-й командный чемпионат Европы (сборная СССР, 10-я доска)    | 3-й командный чемпионат Европы (сборная СССР, 10-я доска)    | 4 | 1  | 3  | 5½ из 8   |                     |

## Изменения рейтинга
| График не отображается по техническим причинам. Чтобы исправить это, воспроизведите график в новом формате, если это возможно. |